# Игуманович, Блажо
Бла́жо Игума́нович (черног. Блажо Игумановић / Blažo Igumanović; род. 19 января 1986, Титоград) — черногорский футболист, полузащитник клуба «Ловчен». Выступал за сборную Черногории.

## Карьера

### Клубная
Блажо начал профессиональную карьеру в 2002 году в клубе «Младост» из Подгорицы. Там он играл до 2003 года. Всего выходил на поле в 10 матчах.
В 2004 году перешёл в клуб «Зета» из города Голубовци. В июле 2006 года сыграл в Кубке Интертото, где «Зета» уступила словенскому «Марибору» (4:1 по сумме двух матчей). Игуманович вместе с командой выиграл первый чемпионат Черногории 2006/07, в Кубке Черногории «Зета» дошла до полуфинала где проиграла «Сутьеске» (3:2). Летом 2007 года «Зета» участвовала в квалификации Лиги чемпионов, в первом раунде клуб обыграл литовский «Каунас» (5:4 по сумме двух матчей), а после уступила шотландскому «Рейнджерс» (5:1 по сумме двух матчей). Игуманович выходил на поле во всех четырёх матчах и отыграл их полностью. Всего сыграл за «Зету» 81 матч.
С июля 2009 года является игроком плевлинского «Рудара». Дебют Игумановича в новом клубе состоялся 9 августа 2009 года в домашнем матче против «Петроваца». Он вышел в стартовом составе и отыграл весь матч. Итоговый счёт: 3:1 в пользу «Рудара». Первый гол за плевлинский клуб Блажо забил в ворота того же «Петроваца», но уже 3 декабря 2011 года. Также в кубковом матче с «Петровацем» 25 апреля 2012 Блажо был удалён с поля на 90-й минуте игры. Примечательно, что в том матче сразу три игрока «Рудара» получили красные карточки. Тогда матч закончился (1:1), но «Рудар» прошёл дальше за счёт суммы голов по двум встречам. Ещё одним памятным для игрока событием стал дубль в матче против «Морнара» 20 октября 2012 года. Голы были забиты на 32-й и 71-й минутах.
Дебют Блажо за «Рудар» в еврокубках состоялся 30 июня 2010 года в матче первого раунда лиги чемпионов против «Тре-Фиори». «Рудар» обыграл сан-маринский клуб (7:1) по сумме двух матчей и прошёл во второй раунд. Соперником стал болгарский Ловеч. По итогам двух матчей, «Рудар» проиграл со счётом 5:0 и покинул турнир. Блажо полностью отыграл четыре матча. Следующее попадание «Рудара» в еврокубки датируется сезоном 2012/13. Клуб получил право участвовать в лиге Европы, как серебряный призёр чемпионата. «Рудар» играл в первом раунде с армянским «Шираком». По сумме двух матчей черногорцы уступили 2:1. Игуманович выходил на поле в обеих играх и был заменён сначала на 80-й минуте, затем на 85-й.
29 июня стал игроком ФК «Астана».

### В сборной
Сыграл 2 матча за молодёжную сборную Черногории
В основной сборной дебютировал 14 ноября 2012 года в матче квалификации в ЧМ против Сан-Марино Тогда Черногория разгромила соперника со счётом 3:0.